# Carlos Aro
Carlos Aro fue un boxeador de Argentina, se consagró campeón panamericano en 1959 y representante olímpico en 1959 y campeón argentino y sudamericano en la modalidad livianos en la década de 1960.
Combatió contra rivales como Pedro Benelli, Raúl Santos Villalba, Horacio Golepa Cabral, Julio Catallini, Adán Gómez, Héctor Hugo Rambaldi, Víctor Omar Gottifredi, Víctor Hugo Echegaray, Cirilo Pausa, Tristán Falfán, Héctor Jorge Pace, Juan Carlos Salinas, Raúl Celestino Venerdini y los extranjeros Oriste Do Santos, Josué de Moraes entre otros boxeadores.
Falleció el 16 de julio de 2017 en la provincia de Mendoza